# Bernabé Gómez del Río

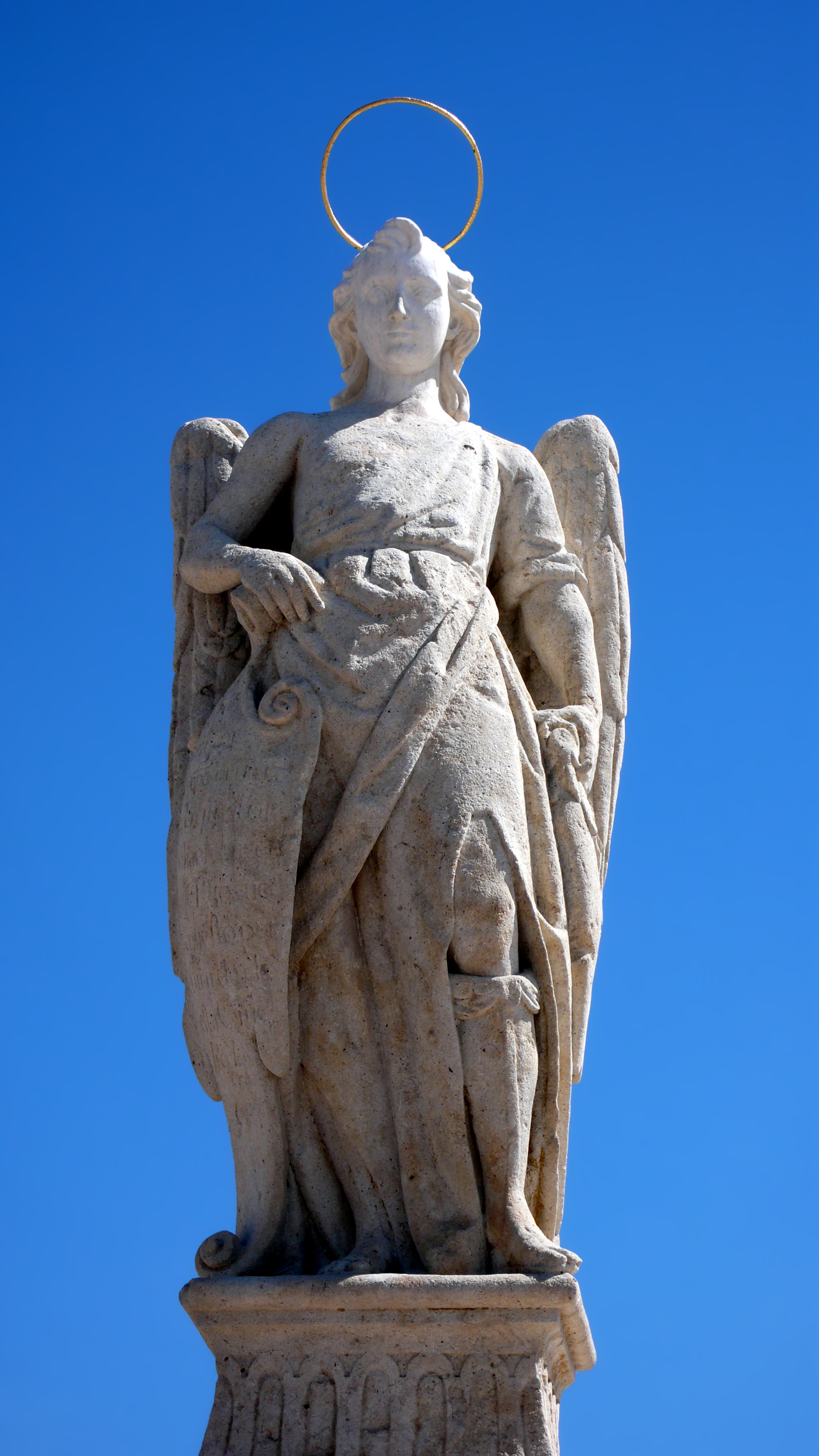
Estatua de San Rafael en Córdoba.

Bernabé Gómez del Río fue un escultor y pintor del siglo XVII, conocido por sus obras realizadas en Córdoba, como son la fachada del Convento de Santa Ana en 1665, la imagen de San Rafael en el Puente Romano que cruza el río Guadalquivir que data del 1651, y la capilla de la Parroquia de San Mateo, en Monturque.
Fue colaborador esporádico del también artista Antonio del Castillo.